# Verkehrsclub
Ein Verkehrsclub ist eine Organisation, die die Interessen bestimmter Verkehrsteilnehmer vertritt, meist als Automobilclub. Er bietet den Mitgliedern Serviceleistungen, die mit dem Auto zu tun haben, wie Pannendienste, Versicherungen, Reise- und Käuferinformationen. 
Daneben verstehen sich manche Automobilclubs auch als Lobbyisten der Autofahrer. Andere Verkehrsclubs sind z. B. aus ökologischen Zielsetzungen heraus und als Lobbyorganisationen gegründet worden, bieten aber in der Regel den Mitgliedern ebenfalls verkehrsbezogene Serviceleistungen. Die Clubs stehen untereinander und mit anderen Anbietern, wie z. B. Versicherungen, in einem stetigen Wettbewerb um Mitglieder und Mitgliedsbeiträge.

## Clubs mit Schwerpunkt Automobil

### Im deutschsprachigen Raum
- Allgemeiner Deutscher Automobil-Club (ADAC), größter Automobilclub in Deutschland
- Auto Club Europa (ACE)
- Allgemeiner Deutscher Motorsport Verband (ADMV)
- Automobil Club der Schweiz (ACS)
- ACV Automobil-Club Verkehr (ACV)
- Automobilclub von Deutschland (AvD)
- Auto-, Motor- und Radfahrerbund Österreichs (ARBÖ)
- Auto- und Reiseclub Deutschland (ARCD)
- Bruderhilfe Automobil- und Verkehrssicherheitsclub (BAVC)
- Kraftfahrer-Schutz (KS)
- Mobil in Deutschland
- Neuer Automobil- und Verkehrs-Club (NAVC)
- Österreichischer Automobil-, Motorrad- und Touring Club (ÖAMTC), größter Automobilclub in Österreich
- Touring Club Schweiz (TCS), größter Automobilclub der Schweiz
- Württembergischer Automobilclub 1899 (WAC), ältester noch existierender Automobilclub in Deutschland
- Automobil Club von Luxemburg (ACL), einziger Automobilclub in Luxemburg

### Außerhalb des deutschsprachigen Raumes
- American Automobile Association
- Canadian Automobile Association
- The Automobile Association (Vereinigtes Königreich)

### Historische Automobilvereine
Am 12. November 1895 wurde in Paris der älteste Automobilclub Frankreichs gegründet: Automobile Club de France (ACF). Ein Mitbegründer war Henry Deutsch de la Meurthe.
Am 30. September 1897 wurde in Berlin der erste deutsche Automobilverein gegründet: der Mitteleuropäische Motorwagenverein (MMV). Dem engeren Komitee gehörten an: Fabrikdirektor und Ingenieur Carl Benz (Ladenburg), Gottlieb Daimler (Cannstatt), Ingenieur Rudolf Diesel (München), u. a.
Der älteste, noch heute in Stuttgart existierende deutsche Automobilclub ist der Königlich Württembergische Automobilclub (KWA), der am 9. April 1899 gegründet wurde. Gründungsmitglieder waren Robert Bosch, Gottlieb Daimler und Wilhelm Maybach. Er führt seit dem Ende der Monarchie bis heute den Namen WAC-Württembergischer Automobilclub 1899 e. V.
Unter Führung des Deutschen Automobil-Clubs (DAC) schlossen sich der Württembergische Automobilclub (WAC), der Frankfurter Automobil-Club (FAC), der Berliner Automobil-Club, der Kölner Automobil-Club und der Bayrische Automobilclub (BAC) zu einem Kartell zusammen. In rascher Folge wurde weitere Orts- und Landesclubs ins Leben gerufen, diese traten auch dem Kartell bei. Bereits 1909 konnte der DAC, der seit 1905 Kaiserlicher Automobil-Club (KAC) hieß, 30 Mitglieds-Clubs zählen.
Neben dem Württembergischen Automobilclub 1899 existieren heute noch weitere ehemalige Kartellclubs: der Berliner Automobil-Club, der Frankfurter Automobil-Club und der Schleswig-Holsteinische Automobil-Club.

## Clubs mit ökologischem Schwerpunkt
- Verkehrsclub Deutschland (VCD) – vertritt die Interessen aller Verkehrsteilnehmer für ein umweltfreundliches und gut vernetztes Miteinander.
- Verkehrs-Club der Schweiz (VCS)
- Verkehrsclub Österreich (VCÖ)
- FUSS (Fachverband Fußverkehr Deutschland) vertritt die Interessen von Fußgängern.

## Clubs mit Schwerpunkt Fahrrad
- ADFC (Allgemeiner Deutscher Fahrrad-Club), vertritt die Interessen von Fahrradfahrern in Deutschland.
- HPV (Human Powered Vehicles ─ Deutschland e. V.), zusätzlicher Schwerpunkt: Liegeradfahrer
- ARGUS (Arbeitsgemeinschaft umweltfreundlicher Stadtverkehr), Österreich
- Pro Velo Schweiz
- European Cyclists’ Federation (ECF) (dt. „Europäischer Radfahrer-Verband“), Dachverband
- IHPVA (International Human Powered Vehicle Association)
- WHPVA (World Human Powered Vehicle Association)

## Clubs mit Schwerpunkt Motorrad
- Motorradclub Kuhle Wampe, ein auch allgemeinpolitisch aktiver Club
- Biker Union, Interessenvertretung für Biker, Rocker und Motorradfahrer in Deutschland
- Blue Knights, Vereinigung speziell von Polizisten, Zollfahndern und Justizvollziehern
- Red Knights International Firefighters Motorcycle Club, Vereinigung speziell von Feuerwehrleuten und deren Angehörigen

Des Weiteren bestehen zahlreiche Motorradclubs, die jedoch keine Verkehrsclubs im engeren Sinne darstellen, da ihre Tätigkeitsschwerpunkt weder im Vertreten verkehrspolitischer Interessen noch in verkehrsbezogenen Service- und Hilfeleistungen liegt.

## Spezielle Verkehrsclubs
- Pro Bahn vertritt Interessen von Fahrgästen des Öffentlichen Verkehrs, insbesondere von  Bahnbenutzern.
- Die Deutsche Verkehrswacht widmet sich der Verkehrserziehung und Verkehrsaufklärung.